# Arterias digitales plantares comunes

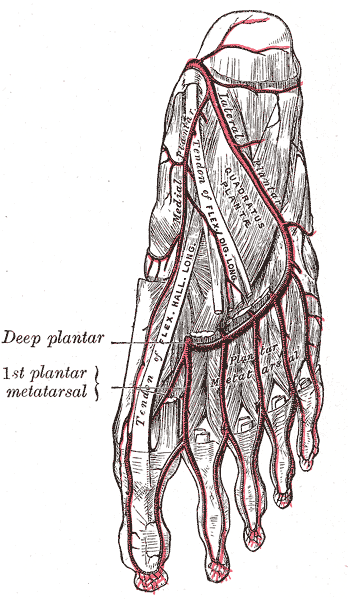
Sistema arterial plantar del pie

Las arterias digitales plantares comunes, interóseas plantares, interóseas plantares del metatarso, metatarsianas plantares o digitales comunes del pie (TA: arteriae digitales plantares communes; arteriae metatarseae plantares) son arterias que se originan en el arco plantar (segunda tercera y cuarta interóseas); la primera suele nacer de la arteria pedia.

## Ramas
- Ramas colaterales de los dedos: Arterias digitales plantares común y propia.[1]

## Distribución
Se distribuyen hacia los dedos del pie.